# Louis Ramond de Carbonnières
Louis François Élisabeth Ramond, seigneur de Carbonnières, baron Ramond et de l'Empire est un homme politique, un géologue et un botaniste français, né le 4 janvier 1755 à Strasbourg et mort le 14 mai 1827 à Paris. Il est considéré comme l'un des premiers explorateurs de la haute montagne pyrénéenne pouvant être qualifié de pyrénéiste.

## Biographie
Louis Ramond est le fils de Pierre-Bernard Ramond (1715-1796), trésorier des guerres en Alsace, et de Reine-Rosalie Eisentraut (1732-1762).
Il commença à étudier le droit à l’université de Strasbourg en 1775 et devint avocat en février 1777. Il se lia d’amitié avec un autre étudiant, Jakob Michael Reinhold Lenz (1751-1792), écrivain du courant Sturm und Drang. Ramond découvrit alors la littérature romantique allemande et notamment Les Souffrances du jeune Werther de Goethe (1749-1832), ce qui le décida à se lancer dans l’écriture. Il publia en 1777 Les Dernières Aventures du jeune d’Olban.
Ramond entreprit, en mai 1777, un voyage en Suisse. Il y rencontra des écrivains et des poètes, mais aussi des savants : le théologien Johann Kaspar Lavater (1741-1801), les zoologistes Albrecht von Haller (1708-1777) et Charles Bonnet (1720-1793) ; il retrouva aussi son ami Lenz. Les deux hommes partagèrent une expérience extatique en contemplant la vallée du Rhin. Ramond se prit de passion pour la haute montagne. Quelques jours plus tard, Lenz vécut sa première crise de démence. En 1778, il fit paraître les Élégies, empreintes de son amour pour la nature. Des extraits en furent publiés la même année dans le Journal des Dames de Claude-Joseph Dorat (1734-1780).
En 1779, Ramond et son père s’installèrent à Paris. En 1780, Louis publia La Guerre d’Alsace pendant le Grand Schisme d’Occident, épopée romantique et historique. Mais la capitale n’était pas encore sensible au romantisme venu d’Allemagne et il ne rencontra pas l’accueil qu’il espérait.
Il quitta alors Paris et retourna à Strasbourg, où il se mit au service de Louis René Édouard de Rohan (1734-1803), prince de Rohan et cardinal-archevêque de Strasbourg, célèbre pour avoir pris part à l’affaire du collier de la reine. Auprès du prince, Ramond voyagea beaucoup et rencontra de nombreuses personnalités, dont Balsamo Cagliostro qui est l'hôte du cardinal en 1781, à Saverne. Le cardinal fut envoyé en exil à La Chaise-Dieu en juin 1786. Il partit en Auvergne accompagné par son fidèle secrétaire. Ramond découvrit la flore de cette région. Le cardinal souhaitait aller dans une ville thermale dans les Pyrénées et Ramond partit en éclaireur. Les deux hommes passèrent l’été et l’automne 1787 à Barèges. Le cardinal y est soigné par le docteur Borgella, inspecteur des eaux thermales de Barèges, aidé de l'apothicaire Pagès. Afin de mieux connaître la formation géologique de cette montagne, qui faisait alors l’objet de controverses alimentées notamment par la théorie de Déodat Gratet de Dolomieu (1750-1801), et de savoir si elle était granitique, comme les Alpes, ou calcaire, comme les montagnes que l'on croyait plus anciennes, Ramond commença à explorer ce massif. Il parcourut les zones les plus hautes de Gavarnie à la Maladetta. Il escalade le pic du Midi de Bigorre le 2 août 1787 puis va à Gavarnie.
Ramond quitta le cardinal en décembre 1788, lorsque celui-ci fut autorisé à revenir à Strasbourg. Il s’installa à Paris et fit paraître en 1789 ses premières Observations faites dans les Pyrénées, pour servir de suite à des observations sur les Alpes. Pour se perfectionner en histoire naturelle, il suivit alors les cours de Jussieu (1748-1836) et René Desfontaines (1750-1831) au Jardin du Roi.
Il se lança également dans la politique et fut élu en septembre 1791 député de Paris à l'Assemblée législative. Il appartenait au club des Feuillants. Il défendit en 1792 les prêtres réfractaires dont la déportation avait été votée. Ramond soutint passionnément l’action de La Fayette. Menacé, il préféra fuir Paris en août après l'abolition de la monarchie et se réfugia dans les Pyrénées. Surveillé et considéré comme suspect, il s'installa à Barèges, où il multiplia les herborisations et les observations géologiques. Il fut arrêté en 1794 et accusé d’être un ennemi de la Révolution. Emprisonné à Tarbes pendant sept mois, il échappa de peu à la guillotine. Il a habité dans la maison du docteur Borgella à Bagnères-de-Bigorre, entre 1795 et 1805.
Il se consacra alors exclusivement à l’histoire naturelle. Il correspondit avec Philippe Picot de Lapeyrouse (1744-1818) et divers botanistes dont René Desfontaines, Jean Thore (1762-1823) et Dominique Villars (1745-1814).
À partir de 1796, il enseigna, comme professeur d'histoire naturelle, à la nouvelle école centrale de Tarbes. Ses cours rencontrèrent immédiatement un grand succès. Devenu un spécialiste en botanique et géologie des Pyrénées centrales, il put enfin, en 1797, mener à bien un projet qui l’habitait depuis longtemps : atteindre le sommet du Mont Perdu (3 355 mètres) pour trancher la controverse qui l'opposait à Dolomieu et Lapeyrouse sur l'âge primitif des calcaires de la chaîne centrale.
L’expédition, qui comprenait une quinzaine de personnes, dont Picot de Lapeyrouse et plusieurs de ses élèves, trouva de nombreux fossiles, mais n’atteignit pas le sommet. Le récit de l'ascension parut en 1797 sous le titre de Voyage au Mont-Perdu et dans la partie adjacente des Hautes-Pyrénées. Le 7 septembre de la même année, toujours accompagné de ses élèves dont Charles-François Brisseau de Mirbel (1776-1854), Ramond de Carbonnières mena une seconde tentative. L'administrateur et forestier Étienne-François Dralet (1760-1844) participa aussi à cette ascension.
Mais ce n’est qu’en 1802 qu’il atteignit enfin le sommet. Ramond relata son expédition dans le Journal des Mines (en thermidor an XI), ce qui lui valut une reconnaissance certaine des savants de son époque. Il correspondait notamment avec René Just Haüy (1743-1822), Alexandre Brongniart (1770-1847), Boudon de Saint-Amans (1748-1831). Il devint membre de l’Académie des sciences en janvier 1802.

L’expédition, qui comprenait une quinzaine de personnes, dont Picot de Lapeyrouse et plusieurs de ses élèves, trouva de nombreux fossiles, mais n’atteignit pas le sommet. Le récit de l'ascension parut en 1797 sous le titre de Voyage au Mont-Perdu et dans la partie adjacente des Hautes-Pyrénées. Le 7 septembre de la même année, toujours accompagné de ses élèves dont Charles-François Brisseau de Mirbel (1776-1854), Ramond de Carbonnières mena une seconde tentative. L'administrateur et forestier Étienne-François Dralet (1760-1844) participa aussi à cette ascension.
Mais ce n’est qu’en 1802 qu’il atteignit enfin le sommet. Ramond relata son expédition dans le Journal de Mines (en thermidor an XI), ce qui lui valut une reconnaissance certaine des savants de son époque. Il correspondait notamment avec René Just Haüy (1743-1822), Alexandre Brongniart (1770-1847), Boudon de Saint-Amans (1748-1831). Il devint membre de l’Académie des sciences en janvier 1802.
Après la fermeture de l'école centrale de Tarbes, en 1800, il revint à Paris et refusa sa nomination (datée du 2 mars 1800 et rapportée le 8 suivant) en qualité de premier préfet des Hautes-Pyrénées, préférant être élu en mars 1800 au Corps législatif, où il siégea jusqu'en décembre 1805 comme représentant des Hautes-Pyrénées. Il est nommé en 1806, préfet du Puy-de-Dôme. Il passa plus de temps à herboriser ou à faire des relevés météorologiques qu’à s’occuper d’administration. Ce qui ne l’empêcha pas d’être fait baron de l'Empire en décembre 1809.
En 1805, il avait épousé Bonne-Olympe, veuve du général Louis-Nicolas Chérin, la fille de son ami Bon-Joseph Dacier (1742-1833).
Il fit paraître en 1815 Nivellement des Monts Dores et des Monts Dômes disposé par ordre de terrains. La même année, il fut élu député du Puy-de-Dôme. En 1818, il fut nommé au Conseil d'État et ne quitta plus la capitale que pour se rendre en Auvergne. En 1821, il passa l’été en Auvergne avec René Desfontaines et deux jeunes naturalistes Victor Jacquemont (1801-1832) et le comte Hippolyte Jaubert (1798-1874). Il publia enfin, en 1825, Sur l’état de la végétation au sommet du Pic du Midi.
Il est enterré au cimetière de Montmartre.

## Hommages

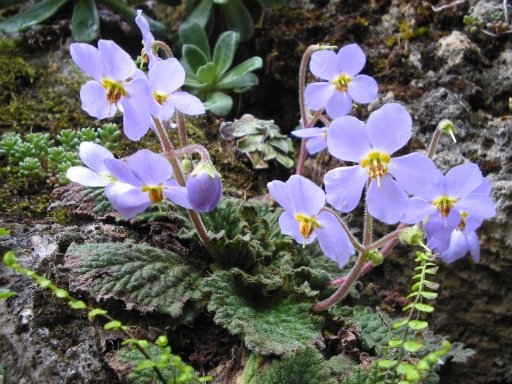
Ramonda pyrenaica

- Une endémique pyrénéenne, Ramonda pyrenaica (Ramondia), représentante isolée de la famille des Gesnériacées et considérée comme un vestige de la flore tertiaire, lui a été dédiée par le botaniste Jean Michel Claude Richard (1787-1868).
- Les pyrénéistes ont donné son nom au Soum de Ramond (3 260 m), dans le massif du Mont-Perdu : c'est en  contournant ce sommet oriental du Mont-Perdu que les guides de Ramond de Carbonnières en réalisèrent la première ascension, le 6 août 1802. Lui-même y parvint le 10 août.
- Son nom est donné également à un sommet du massif du Néouvielle, le Pic Ramougn (3 011 m) - Ramougn est la prononciation gasconne de Ramond.
- Jean-Baptiste Bory de Saint-Vincent a donné son nom à un chapelet de cratères (les Puys Ramond) du Piton de la Fournaise à La Réunion : situés au bord de l'Enclos Fouqué, ils sont très régulièrement fréquentés par les randonneurs en route sur une variante du GR R2, sentier qui traverse la Réunion du nord au sud, ainsi que, chaque année, par les milliers de coureurs de la Diagonale des Fous.
- La « Société Ramond » est née en 1865 à Bagnères-de-Bigorre, station thermale pyrénéenne fréquentée par une élite cultivée, passionnée de montagne comme ses fondateurs, Émilien Frossard (1829-1898), Charles Packe (1826-1896) et Henry Russell (1834-1909). Elle voulut se distinguer des sociétés académiques traditionnelles en se consacrant essentiellement à l’étude scientifique et ethnographique des Pyrénées et à la vulgarisation des connaissances acquises. Ramond de Carbonnières  qui avait excellé dans ces disciplines et profondément marqué le milieu culturel bagnérais, s’imposa à tous comme le meilleur symbole pour la nouvelle société. La Société Ramond édite un bulletin annuel[7].
- L'herbier constitué par le botaniste est toujours en dépôt au Conservatoire botanique pyrénéen.

## Publications
- « De l'économie pastorale dans les Hautes-Pyrénées, de ses vices et des moyens pour y porter remède », Bull. Soc. Ramond, 1981, 116e année, 48 p.
- La guerre d'Alsace pendant le grand schisme d'Occident terminée par la mort du vaillant comte Hugues surnommé le soldat de Saint Pierre. Drame historique, J. J. Thurneisen, Bâle, 1780 [lire en ligne]
- Observations faites dans les Pyrénées pour servir de suite à des observations sur les Alpes, Belin, Paris, 1789 [lire en ligne], et Flammarion, 2015
- Mémoire sur l'état de la végétation au sommet du Pic-du-Midi de Bagnères, lu à l'Académie les 16 janvier et 23 mars 1826, dans Mémoires de l'Académie des sciences de l'Institut de France, Gauthier-Villars, Paris, 1823, tome 6, p. 81-174 [lire en ligne]
- Voyages au Mont-Perdu et dans la partie adjacente des Hautes-Pyrénées, librairie des Pyrénées et de Gascogne, 2002

## Famille
La famille Ramond pourrait être des descendants de Ramond de Folmont, vivant en 1304, commandeur de la commanderie d'hospitaliers de Saint-Jean-de-Jérusalem d'Espédaillac.
- Jean-Jacques Ramond (Castres, 16 mai 1683-Versailles, 8 juillet 1761) né protestant, secrétaire du roi à la cour des aides de Montpellier, marié le 21 avril 1713 à Rose Maret (morte le 7 décembre 1761) appartenant à une famille protestante de Castres.
  - Pierre-Bernard Ramond du Pouget (Montpellier, 28 mai 1715-Paris, 6 mars 1796), trésorier de l'Extraordinaire des guerres à Strasbourg puis à Neuf-Brisach, marié le 10 février 1754 à Rosalie Reine Louise  Eisentraut (Strasbourg, 12 juillet 1732-Neuf-Brisach, 10 septembre 1762) appartenant à une famille originaire de Spire :
    - Louis François Élisabeth Ramond (1755-1827), marié en 1805 à Bonne-Olympe Dacier, veuve du général Louis-Nicolas Chérin,
    - Cécile Étienne Bernard Ramond de Pouget (1756-1823),
    - Marguerite Joséphine Rosalie Ramond (Neuf-Brisach, 23 septembre 1768-Bagnères-de-Bigorre, 2 janvier 1812), mariée en 1794 à Marie Bernard Borgella (Bagnères-de-Bigorre 15 août 1753-Bagnères 26 janvier 1815), docteur en médecine à Montpellier, fait partie de l'expédition de Rochambeau, en 1783. Il est docteur honoris causa de l'université de Philadelphie. Chirurgien en chef de l'hôpital militaire de Barèges,
      - Cécile Étienne Marie Jeanne Borgella (Barèges, 16 novembre 1796-Paris, 30 mai 1873).

## Sources
- Geneviève Marsan, Jean Verdenal, Les dessins et les gravures de Ramond suivi de Joseph Ribas, L'espiègle Ramond de Carbonnières, in Bulletin pyrénéen no 210, 2002
- Benoît Dayrat, Les Botanistes et la Flore de France, trois siècles de découvertes, 2003, Publications scientifiques du Muséum national d'histoire naturelle, 690 p.
- Henri Beraldi, Cent ans aux Pyrénées, Paris, 1898-1904, sept volumes in-8°. Rééditions par « Les Amis du Livre Pyrénéen », Pau, 1977, puis par la « Librairie des Pyrénées et de Gascogne », Pau, 2001.
- « Louis Ramond de Carbonnières », dans Adolphe Robert et Gaston Cougny, Dictionnaire des parlementaires français, Edgar Bourloton, 1889-1891 [détail de l’édition]